# A legrövidebb nap
A legrövidebb nap (eredeti cím: Il giorno più corto) a Bud Spencer–Terence Hill-filmek révén ismertté vált Sergio Corbucci 1963-ban bemutatott komédiája, a főszerepekben Ciccio Ingrassiával és Franco Franchival. A film a normandiai partraszállást feldolgozó 1962-es A leghosszabb nap paródiája (bár az első világháborúban játszódik).

## Cselekmény
A maffiával kapcsolatot tartó szicíliai utcai árus, Francesco Coppola a maffiafőnök halálos ágyánál kénytelen örökbe fogadni a szellemileg sérült, ügyetlen Franco Lo Grugnót, akivel merész kalandokba keveredik, miközben ennivalóra próbálnak némi pénzt összegyűjteni.
Tévedésből besorozzák őket az Olasz Királyi Hadseregbe, amikor éppen a fronton harcolók számára küldött ajándékcsomagokat akarják megdézsmálni. Véletlenül a két főhős kiélezett harci helyzetben felrobbantja az osztrákok 420 mm-es ágyúját, aminek következtében legyőzik az osztrákokat a csatában.
A két főhőst az olasz hadbíróság ismét tévedésből vád alá helyezi. Egy őrült ügyvéd védi őket, aki azért kéri a kivégzésüket, hogy szentté váljanak. Végül az árulás vádját a bíróság ejti, mivel bebizonyosodik, hogy akaratlanul segítették az olasz ellenállást.

## Érdekességek
- 88 híres európai és amerikai színészt szerződtettek még a legkisebb cameoszerepekre is (44 + 44, szemben a A leghosszabb nap című film 42 színészével). Mindegyik színész ingyen vállalta, hogy részt vegyen a filmben, a Titanus filmgyártó vállalat csődjének elkerülése érdekében.[1]
- Totò egy közeli filmstúdióban az Il monaco di Monza című filmet forgatta, szerzetesi jelmezben érkezett ennek a filmnek a forgatására, sietve, jelmezcsere nélkül egy paplannal takarta el magát párperces szerepe alatt a forgatás során.
- A fiatal Jean-Paul Belmondo feltűnik egy-egy pillanatra egy néma cameo szerepben (0:09:23 és 0:12:09).
- A filmet Manzianában forgatták.
- Magyarországon soha nem mutatták be a mozikban és nem vetítette egyetlen televíziós csatorna sem. Nem jelent meg VHS-n, DVD-n sem magyar nyelven. Feliratos verzióban érhető el a népszerű magyar streaming oldalakon.

## Szereplők
- Totò: Bersagliere testvér
- Franco Franchi: Franco Lo Grugno
- Ciccio Ingrassia: Francesco Coppola
- Walter Chiari: védőügyvéd
- Aldo Fabrizi: hordár
- Peppino De Filippo: Peppino bácsi
- Ugo Tognazzi: pásztor
- Eduardo De Filippo: maffiózó
- Erminio Macario: katona a konyhában
- Nino Taranto: maffiózó
- Gino Cervi: Daini ezredes
- Raimondo Vianello: Von Gassman tábornagy
- Annie Girardot: nővér
- Stelvio Rosi: osztrák katona
- Paolo Panelli: csaló katona
- Nino Terzo: maffia testőre
- Tiberio Murgia: katona
- Gabriele Ferzetti: hadnagy az árkokban
- Philippe Leroy: katona
- Amedeo Nazzari: kancsal katona az abakusszal
- Romolo Valli: kapitány
- Renato Salvatori: katona
- Paolo Stoppa: Dino atya
- Anouk Aimée: crocerossina
- Franco Citti: római gyalogos
- Virna Lisi: Naja
- Carlo Pisacane: Michele nagybátyja
- Giuliano Gemma: soldato
- Massimo Girotti: kapitány az ablaknál
- Mario Girotti: osztrák katona
- Franco Fabrizi: Sebesült a jégcsomaggal
- David Niven: angol katona (tévesen szerepel a stáblistán, a filmben nem jelenik meg[2])
- Memmo Carotenuto: kapitány, aki a főszereplőket betegnek nyilvánítja
- Nino Castelnuovo: őrnagy
- Luciano Salce: német tiszt
- Aroldo Tieri: Farsardi hadnagy, tolmács főszolgálat
- Yvonne Sanson: a dadogós felesége
- Simone Signoret: paraszt
- Lorella De Luca: szicíliai örökös
- Sandra Mondaini: szicíliai örökös
- Ilaria Occhini: crocerossina
- Antonio Acqua: segítő a táborban
- Ivo Garrani: szicíliai örökös
- Sergio Fantoni: az ezredes asszisztense
- Paolo Ferrari: csaló katona
- Ángel Aranda: tiszt
- Fiorenzo Fiorentini: dadogó
- Teddy Reno: katona Triesztből
- Alberto Lupo: hivatalnok
- Fausto Tozzi: az egyik harcoló katona
- Enrico Viarisio: szicíliai örökös
- Pierre Brice: osztrák tiszt
- Aldo Bufi Landi: szénakazalban rejtőzködő katona
- Gino Buzzanca: maffia testőre
- Vittorio Caprioli: bersagliere az állomáson
- Franca Valeri: bersagliere felesége az állomáson
- Gordon Scott: katona
- Joe Sentieri: katona
- Massimo Serato: hivatalnok
- Gabriele Tinti: bersagliere
- Jacques Sernas: Fiorelli hadnagy
- Franco Sportelli: ügyvéd
- Luisella Boni: vörös kereszt
- Lia Zoppelli: szicíliai örökös
- Lilla Brignone: Vöröskereszt vezetője
- Rossella Como: nővér
- Scilla Gabel: katona szeretője
- Cristina Gaioni: félénk műsorvezető
- Mark Damon: osztrák tiszt
- Nora Ricci: egy nő vár az állomáson
- Rina Morelli: Dino anyja
- Antonella Lualdi: virágárus
- Giacomo Rossi Stuart: osztrák katona
- Frank Latimore: szicíliai katona
- Franco Giacobini: őrmester
- Ennio Girolami: katona
- Claudio Gora: őrség kapitánya
- Stewart Granger: ügyvéd
- Gérard Herter: ezredes parancsnok
- Franco Balducci: osztrák katona
- Alberto Farnese: ezredes asszisztense
- Gianni Garko: állomáson várakozó ember
- Maurizio Arena: szénakazalban elrejtőzött katona
- Giacomo Furia: maffia testőre
- Umberto Orsini: harcoló katona
- Luigi Pavese: hadbíróság bírája
- Emilio Pericoli: katona
- Walter Pidgeon: Ernest Hemingway
- Warner Bentivegna: német tiszt
- Roberto Risso: osztrák katona
- Mac Ronay: Macaroni varázsló
- Folco Lulli: színházi dolgozó
- Piero Lulli: színházi dolgozó
- Ettore Manni: Ettore
- Rik Battaglia: osztrák katona
- Francesco Mulè: sebesült katona
- Daniel Mele: Dino
- Jean-Paul Belmondo: szicíliai örökös
- Sandra Milo: szicíliai örökös
- Max Turilli: osztrák tiszt a lépcsőn
- Tomás Milián: Saját maga

Olasz utószinkronhangok
- Deddi Savagnone: Virna Lisi
- Bruno Persa: Raimondo Vianello (csak német viccek)
- Gianfranco Bellini: Jacques Sernas
- Emilio Cigoli: Walter Pidgeon, Stewart Granger
- Max Turilli: Franco Balducci és Claudio Gora
- Antonio Guidi: Fiorelli

## Fordítás
- Ez a szócikk részben vagy egészben  az   Il giorno più corto című olasz Wikipédia-szócikk fordításán alapul.  Az eredeti cikk szerkesztőit annak laptörténete sorolja fel. Ez a jelzés csupán a megfogalmazás eredetét és a szerzői jogokat jelzi, nem szolgál a cikkben szereplő információk forrásmegjelöléseként.